# Go no sen
Go no sen (em japonês:  後の先, pós-ataque) é um conceito das artes marciais do Japão, que consiste em tomar a iniciativa num embate após a manifestação do oponente. De outra forma, assim que o adversário promove seu movimento de ataque, o defendente passa a realizar sua técnica, que pode seguir em diversos fins, desde o mero bloqueio à resposta com aproveitamento da energia despendida pelo atacante.
Não se trata, contudo, simplesmente contra-atacar. Go no sen é antes de tudo um estado mental, um nível de concentração no ambiente de combate e no adversário, os quais devem ser percebidos num estado de união consigo próprio. O mais correcto não é falar em reagir ao ataque mas harmonizar-se com o movimento de ataque.
Além do aspecto marcial, go no sen pode ser visto sob matiz filosófico/moral, lado esse mais enfatizado quando se leva em conta o termo «dô» (道, dō), significando que o budoca jamais deve tomar a iniciativa num eventual e inevitável confronto. Em caratê, vale-se pela máxima «no caratê, não existe primeiro ataque» (em japonês:  空手に先手なし: karate ni sente nashi).